# You Could Be Mine
«You Could Be Mine» es una canción y sencillo del grupo musical estadounidense Guns N' Roses, es una de sus más populares canciones. Lanzada como corte de difusión el día 21 de junio del año 1991, para la promoción del álbum de estudio titulado Use Your Illusion II.
Es la pista N.º 12 del álbum Use Your Illusion II. La canción fue escrita por Izzy Stradlin y Axl Rose, ambos también escribieron la música de la misma.
La canción está basada en la relación fallida entre Izzy y su exnovia Angela Nicoletti.

## Historia
La canción fue ideada con anterioridad a la grabación del álbum Appetite for Destruction en 1987, pero según Slash no fue incluida en el mismo debido a que no habían logrado terminarla a tiempo, aunque él sentía que debía ser incluida en el primer álbum y no en el Use Your Illusion II, ya que representaba el espíritu musical de la banda en ese momento.
Aunque no fue escrita especialmente para ello, la canción fue seleccionada por el director James Cameron para ser incluida en la película Terminator 2: El juicio final. El actor Arnold Schwarzenegger organizó una cena con los miembros de la banda en su casa para negociar el acuerdo.

## Video musical
Arnold Schwarzenegger aparece en el rol de Terminator, llegando a un concierto del grupo Guns N' Roses, con órdenes de asesinar a la banda (ya que la música y el estilo la banda podía ser el combustible que los humanos necesitaban para luchar contra las máquinas). Sin embargo, al final de la canción el exterminador evalúa a cada integrante de la banda. Al llegar a Axl decide que matarlo sería "un desperdicio de munición", por lo tanto tras observarlo un instante se va. Durante esta parte del video el guitarrista rítmico Izzy Stradlin está notoriamente ausente. El video musical tuvo gran éxito y contribuyó enormemente a promocionar el estreno de la película Terminator 2: El juicio final. Las imágenes de Guns N' Roses tocando la canción en vivo durante el video pertenecen al concierto llevado a cabo en el Ritz Club de New York, el 16 de mayo del año 1991.
Dado que el video incluía clips de la película, no pudo ser incluido en el DVD titulado Welcome to the Videos debido a problemas de licencia.
La canción reaparece en la secuela número 4 de la franquicia de Terminator, llamada Terminator: La salvación.